# Anizotropia magnetyczna
Anizotropia magnetyczna – zależność (anizotropia) podatności magnetycznej w kierunku prostopadłym i równoległym do osi symetrii. Z własnością tą związany jest superparamagnetyzm.
Źródła anizotropii magnetycznej:
- anizotropia jedno-jonowa,
- anizotropia magnetokrystaliczna – wynikająca z istnienia pola krystalicznego i sprzężeniem spin-orbita w lokalnej strukturze krystalograficznej[2],
- anizotropia kształtu i powierzchni (powierzchniowa) – powodowana magnetycznym oddziaływaniem dipolowym o charakterze dalekozasięgowym, zależnym od granic i kształtu materiału. Wymusza ona kierunek namagnesowania równoległy do powierzchni,
- anizotropia oddziaływań wymiennych – powodowana przez konkurencyjność oddziaływań wymiennych rdzeni ferromagnetycznych i antyferromagnetycznych powłok tlenkowych. Odkryta w 1956 przez Meiklejohna i Beana dla małych cząstek kobaltu na powierzchni tlenku kobaltu[2],
- anizotropia magnetoelastyczna – wynikająca z odkształceń sieci krystalicznej i naprężeń wewnętrznych (magnetostrykcja)[2].

## Kryształy
W materiałach krystalicznych objawia się tym, że materiał posiada osie krystalograficzne wzdłuż których przemagnesowanie odbywa się łatwiej niż w innych. Są to kierunki łatwego namagnesowania. Przy nieobecności pola magnetycznego momenty magnetyczne materiału układają się wzdłuż niej.
Dla kryształu regularnego energia anizotropii na jednostkę objętości ma postać:
{\displaystyle E_{k}=K_{1}(\alpha _{1}^{2}\alpha _{2}^{2}+\alpha _{2}^{2}\alpha _{3}^{2}+\alpha _{3}^{2}\alpha _{1}^{2})+K_{2}(\alpha _{1}^{2}\alpha _{2}^{2}\alpha _{3}^{2}),}
gdzie:
{\displaystyle K_{1},} {\displaystyle K_{2}} – stałe anizotropii,
{\displaystyle \alpha } – kosinusy kierunkowe wektora namagnesowania względem odpowiednich kierunków krystalograficznych.
Dla kryształu o strukturze heksagonalnej z wyróżnionym jednym łatwym kierunkiem namagnesowania energia anizotropii wynosi:
{\displaystyle E_{k}=K_{1}^{'}\sin ^{2}\theta +K_{2}^{'}\sin ^{4}\theta ,}
gdzie:
{\displaystyle \theta } – kąt pomiędzy namagnesowaniem a osią c.

## Model Stonera-Wohlwartha
Układy cienkowarstwowe o anizotropii jednoosiowej (z jednym łatwym kierunkiem namagnesowania) dobrze opisuje model przemagnesowania Stonera-Wohlwartha. Zakłada ona, że materiał ferromagnetyczny składa się z jednej domeny magnetycznej. Zakłada również koherentną rotację namagnesowania całej warstwy (wszystkie momenty magnetyczne są zawsze do siebie równoległe). Warstwę magnetyczną przybliża elipsoida obrotowa.